# William Lipscomb
William Nunn Lipscomb Jr. (Cleveland, 1919. december 9. – Cambridge, 2011. április 14.) amerikai szervetlen és szerves kémiával foglalkozó kémikus. 1976-ban kémiai Nobel-díjjal tüntették ki „a boránok szerkezetének kutatásáért”.

## Életrajz
1919. december 9-én született az Ohio állambeli Clevelandben. 1920-ban Kentuckyba költözött, és egyetemi évei során Lexingtonban élt. A Kentucky Egyetemen megszerzett alapdiplomája után, 1941-ben a Kaliforniai Műszaki Egyetemen kezdte el a doktori iskolát, először fizika szakon. Linus Pauling hatására 1942 elején visszatért a kémiához. Ettől kezdve 1945 végéig a második világháborúval kapcsolatos kutatásokban és fejlesztésekben vett részt. A doktori fokozat megszerzése után 1946-ban a Minnesotai Egyetemre került, majd 1959-től a Harvard Egyetemen kezdett oktatni.